# Fernanda Porto
Fernanda Porto (Serra Negra, 31 de dezembro de 1965) é o nome artístico de Maria Fernanda Dutra Clemente, cantora brasileira que popularizou o estilo drum 'n' Bossa (mix de drum 'n' bass e bossa nova profetizado por Xerxes de Oliveira e Joe S). Seu primeiro álbum vendeu mais de 100 mil cópias no Brasil e fez de Fernanda Porto uma cantora reconhecida internacionalmente. Faz grande sucesso na Europa por ter suas canções entre as mais pedidas nas discotecas europeias. Após 11 anos sem lançar um álbum, Fernanda Porto anunciou um álbum de 10 canções, com um single a cada 15 dias, lançado a partir de 10 de abril de 2020.

## Discografia
- 2002 - Fernanda Porto - 120 000[3]
- 2004 - Giramundo - + 50 000[4]
- 2006 - Fernanda Porto Ao Vivo (CD + DVD) - + 5 000[4]
- 2009 - Auto Retrato - + 3 000[4]
- 2020 - Corpo Elétrico e Alma Acústica

### Em coleções de vários autores
- 2001 - Cool Steps - Drum'n' bass grooves DJ Patife
- 2001 - Sambaloco - Espiritual Drum'n'bass vol. 1 DJ Marky, DJ Patife, Vários Intérpretes
- 2005 - Um Barzinho, um Violão - Jovem Guarda

### Trilhas sonoras
- 1996, Ruído de Passos, film de Denise Gonçalves
- 1997, Vitimas da vitória, de Berenice Mendes
- 1997, O Velho – A história de Luiz Carlos Prestes, de Toni Venturi, banda sonora com Marcelo Goldman[3]